# Burg Stargard
För andra betydelser, se Stargard.
Burg Stargard (fram till 1929: Stargard in Mecklenburg)  är en stad i det nordtyska förbundslandet Mecklenburg-Vorpommern.
Staden ingår i kommunalförbundet Amt Stargarder Land tillsammans med kommunerna Cölpin, Groß Nemerow, Holldorf, Lindetal och Pragsdorf.

## Geografi
Burg Stargard är belägen åtta kilometer söder om Neubrandenburg och öster om Tollensesjön i distriktet Mecklenburgische Seenplatte.
Staden har nio ortdelar: Burg Stargard, Bargensdorf, Gramelow (sedan 2009), Kreuzbruchhof, Lindenhof, Loitz (sedan
2009), Quastenberg, Sabel och Teschendorf (sedan 2009).

## Historia
Stargart omnämns första gången i en urkund 1170. I början av 1200-talet tillhörde orten hertigdömet Pommern, men kom 1236 till
Brandenburg.  Mellan 1248 och 1271 uppfördes en stor borg i närheten av orten. Under denna tid fick Stargard stadsrättigheter av markgreven Otto III av Brandenburg (1259). 1304 tillföll Burg Stargard herrskapet Mecklenburg och ingick i hertigdömet Mecklenburg. Vid den andra delningen av Mecklenburg kom staden 1701 till hertigdömet Mecklenburg-Strelitz (fram till 1918).
I slutet av 1800-talet anslöts staden till den nya järnvägen Neubrandenburg-Neustrelitz (1877).
1929 inkorporerades borgen (tyska:Burg) i Stargard och staden fick namnet Burg Stargard.

### Östtyska tiden och tyska återföreningen
Under DDR-tiden tillhörde Burg Stargard distriktet Neubrandenburg-Land inom länet
Neubrandenburg (1952-1990).
Den 27 september 2009 inkorporerades kommunen Teschendorf (med ortsdelarna Gramelow och Loitz) i Burg Stargard.

### Befolkningsutveckling
Befolkningsutveckling  i Burg Stargard
Källa:,,

## Sevärdheter

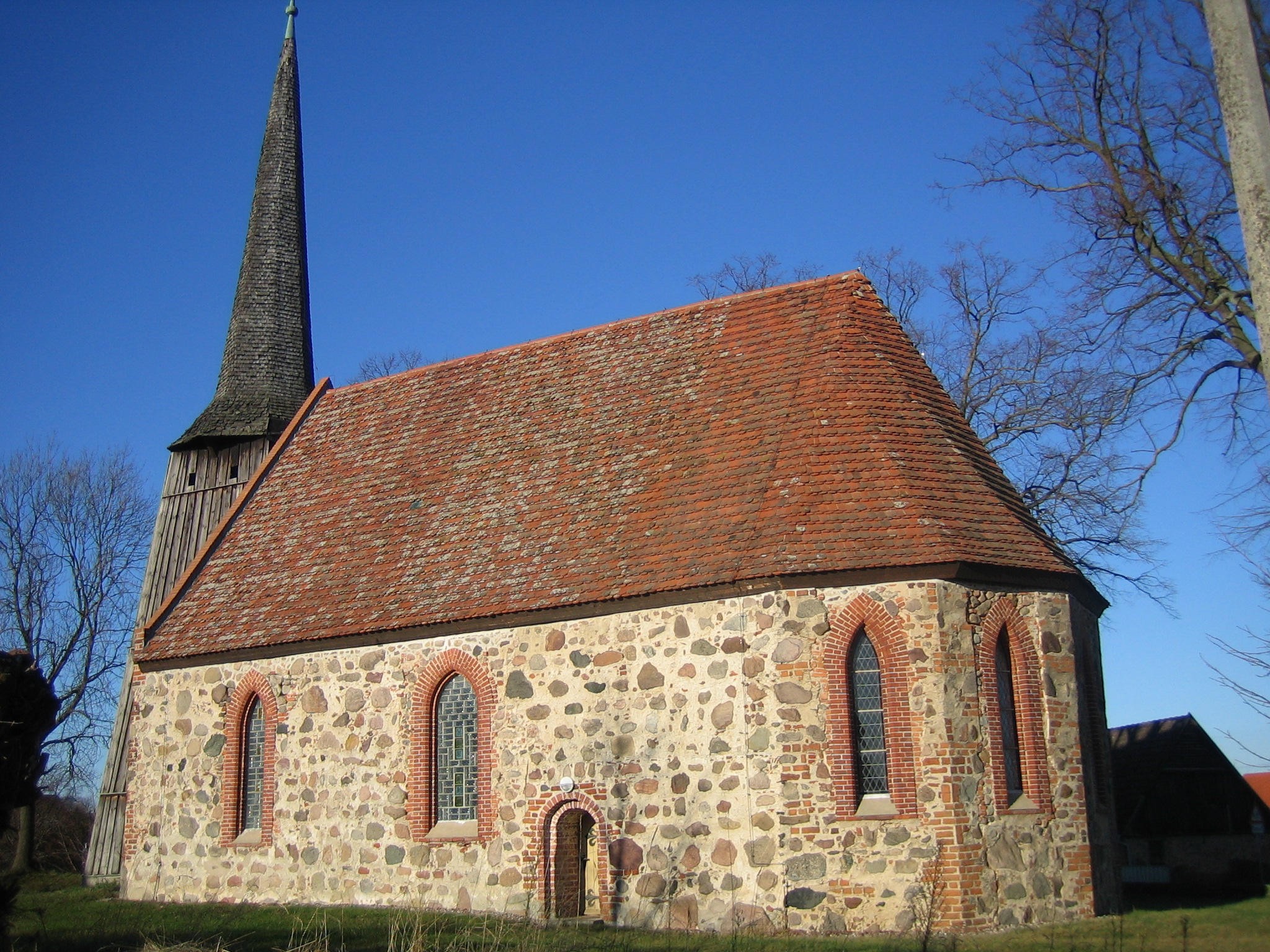
Kyrkan i ortsdelen Bargensdorf

- Borgen Stargard, medeltida borg från 1200-talet
- Kyrkan från 1750-talet
- Kyrkorna i ortsdelarna Bargensdorf (1400-talet), Loitz och Teschendorf

## Vänorter
Burg Stargard har följande vänorter:
- Marne, i Tyskland (sedan 1990)
- Tychowo i Polen (sedan 2006)

## Kommunikationer
Burg Stargard ligger vid järnvägslinjen Stralsund/Neubrandenburg-Neustrelitz/Berlin. Genom staden går också förbundsvägen (tyska:Bundesstraße) B 96.